# Кокжира (Самарський район)
Кокжира́ (каз. Көкжыра) — село у складі Самарського району Східноказахстанської області Казахстану. Входить до складу Кулинжонського сільського округу.
Населення — 592 особи (2021; 716 у 2009, 1006 у 1999, 1113 у 1989).
Національний склад станом на 1989 рік:
- казахи — 100 %